# Irrlicht Engine
Irrlicht Engine je open source real time 3D engine napsaný v C++ Nikolausem Gebhardtem. Je kompletně multiplatformní (Win32, Win64, Linux, MacOS). Pro vykreslovaní používá OpenGL, D3D nebo vlastní softwarový renderer. Podporuje i 2D grafiku.